# Robert Frost: A Lover’s Quarrel with the World
Robert Frost: A Lover’s Quarrel with the World ist ein US-amerikanischer Dokumentarfilm aus dem Jahr 1963 über den US-amerikanischen Dichter und vierfachen Pulitzer-Preisträger Robert Frost.

## Handlung und Auszeichnungen
Das Leben und Werk des gefeierten Dichters Robert Frost wird in diesem Film, der 1963 kurz vor Frosts Tod im Alter von 88 Jahren fertiggestellt wurde, dargestellt. Dabei werden sowohl Gastvorlesungen am Amherst College sowie am Sarah Lawrence College gezeigt als auch Studien seiner Arbeiten, aber auch Szenen seines Lebens im ländlichen Vermont sowie persönliche Rückblicke auf seine schriftstellerische Karriere. Außerdem wird er auf einer Flugreise begleitet auf dem Weg zu einer Preisverleihung mit US-Präsident John F. Kennedy und dessen Vizepräsidenten Lyndon B. Johnson.
Der Film wurde bei der Oscarverleihung 1964 mit dem Oscar in der Kategorie bester Dokumentarfilm ausgezeichnet.